# Гриффит, Дэвид Уорк
Дэ́вид Ллевелин Уо́рк (Ди Дабл-ю) Гри́ффит (также Де́йвид Уорк Гриффит англ. David Llewelyn Wark "D. W." Griffith; 22 января 1875, Крествуд, штат Кентукки — 23 июля 1948) — американский кинорежиссёр, актёр и сценарист, продюсер, с творчества которого часто отсчитывают историю кино как особого вида искусства.

## Биография

### Ранние годы
Дэвид Уорк Гриффит родился в Крествуде, близ Ла-Грейнджа (округ Олдем, штат Кентукки) 22 января 1875 года. Семья Гриффитов была валлийского происхождения, сначала жила зажиточно, однако отец Гриффита во время гражданской войны встал на сторону Юга в звании полковника армии конфедератов. После поражения Юга семья Гриффит была разорена, и им пришлось жить на жалованье старшей дочери Мэтти, учительницы.
До кино Гриффит перепробовал много профессий. Он был редактором маленькой газетки в своём городе, затем в «Луисвилльском курьере», чернорабочим, металлургом, служащим, библиотекарем, лифтёром, «мальчиком» при площадке для игры в гольф, пожарным. К 20 годам он стал мелким актёром в труппах, совершающих турне по провинциям. Гриффит мечтал стать писателем и весь свой досуг употреблял на сочинение поэм, рассказов и даже пьес. Некоторые из его новелл и стихов были опубликованы в популярных журналах. Его пьеса «Глупец и девушка» две недели шла в Вашингтоне и Филадельфии в октябре 1907 года.

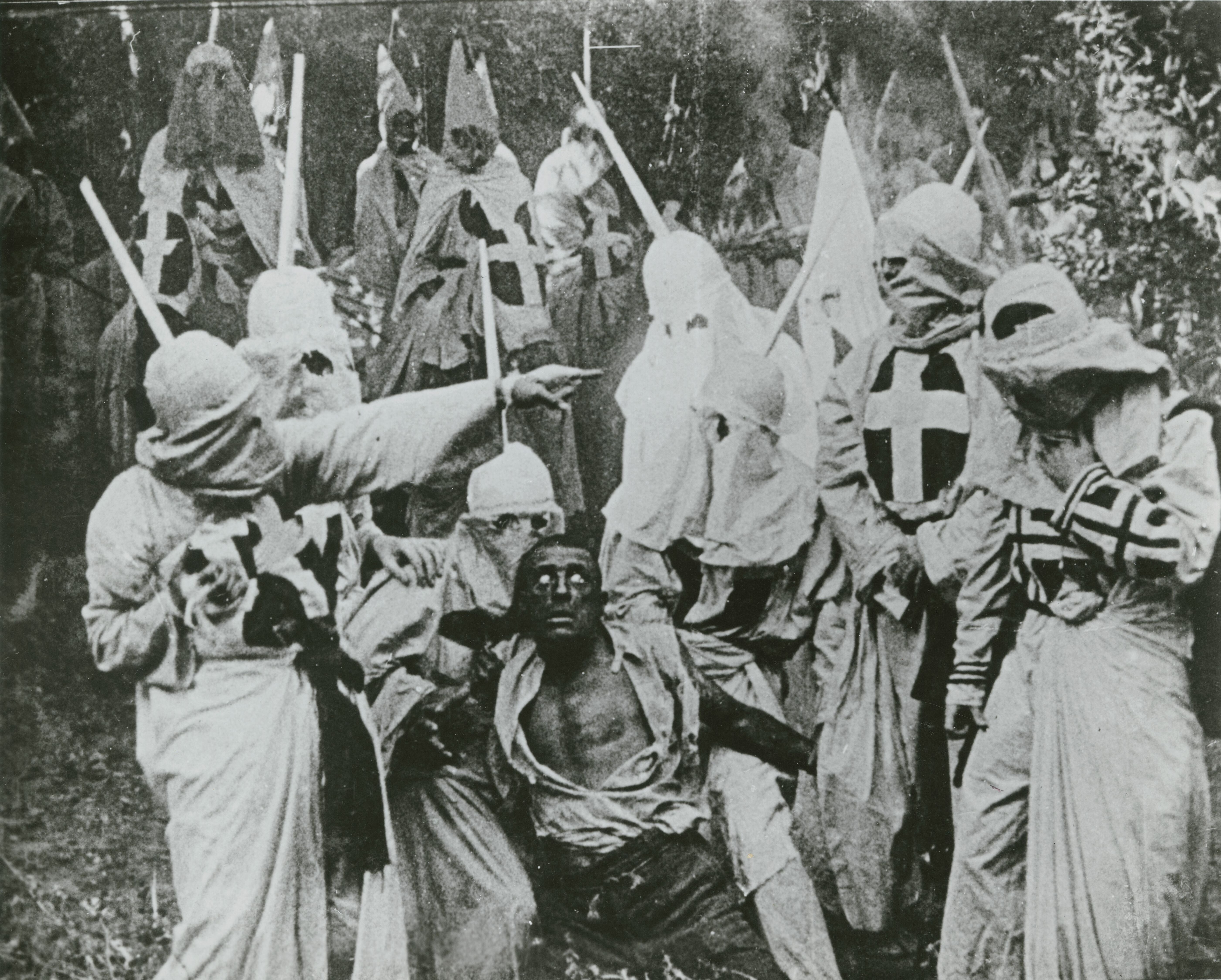
Кадр из фильма «Рождение нации»

### Дебют в кино
Весной 1907 года Дэвиду Гриффиту посоветовали обратиться в киностудии. Гриффит и его жена получили приглашения не только от «Байографа», но и от «киностудии Эдисона». Так, для компании «Эдисон» Гриффит вместе с Эдвином С. Портером снял фильм «Спасенный из орлиного гнезда», где сам сыграл роль пылкого горца, вырывающего ребёнка из когтей хищника.
Осенью того же 1907 года Гриффит играл главную роль в фильме-погоне «Снежное чучело».
В это время Гриффит начал писать сценарии. Одной из его первых работ был сценарий по мелодраме Викторьена Сарду «Тоска». Он предложил её Портеру, но, получив отказ, передал компании Эдисона.
«Байограф» ставит фильм по сценарию Гриффита «Старый ростовщик Исаак».
В начале июня 1908 года Гриффит начал на Саунд Бич в Нью-Джерси съёмку своего первого фильма «Приключения Долли».
17 августа 1908 года Гриффит был приглашен «Байографом» в качестве главного режиссёра с окладом в 50 долларов в неделю. Он подписал годовой контракт, по которому, согласно обычаю того времени, получал проценты с продажи поставленных им фильмов, и начал выпускать по два фильма в неделю с участием Флоренс Лоуренс.

### Расцвет
По мнению Жоржа Садуля именно Гриффит способствовал упрочению позиций Голливуда и переносу на калифорнийское побережье мощностей американского кино, прежде разделённого между Нью-Йорком и Чикаго. Так, уже зимой 1910 года его труппа перебралась в Лос-Анджелес и ежегодно возвращалась туда с началом плохой погоды.

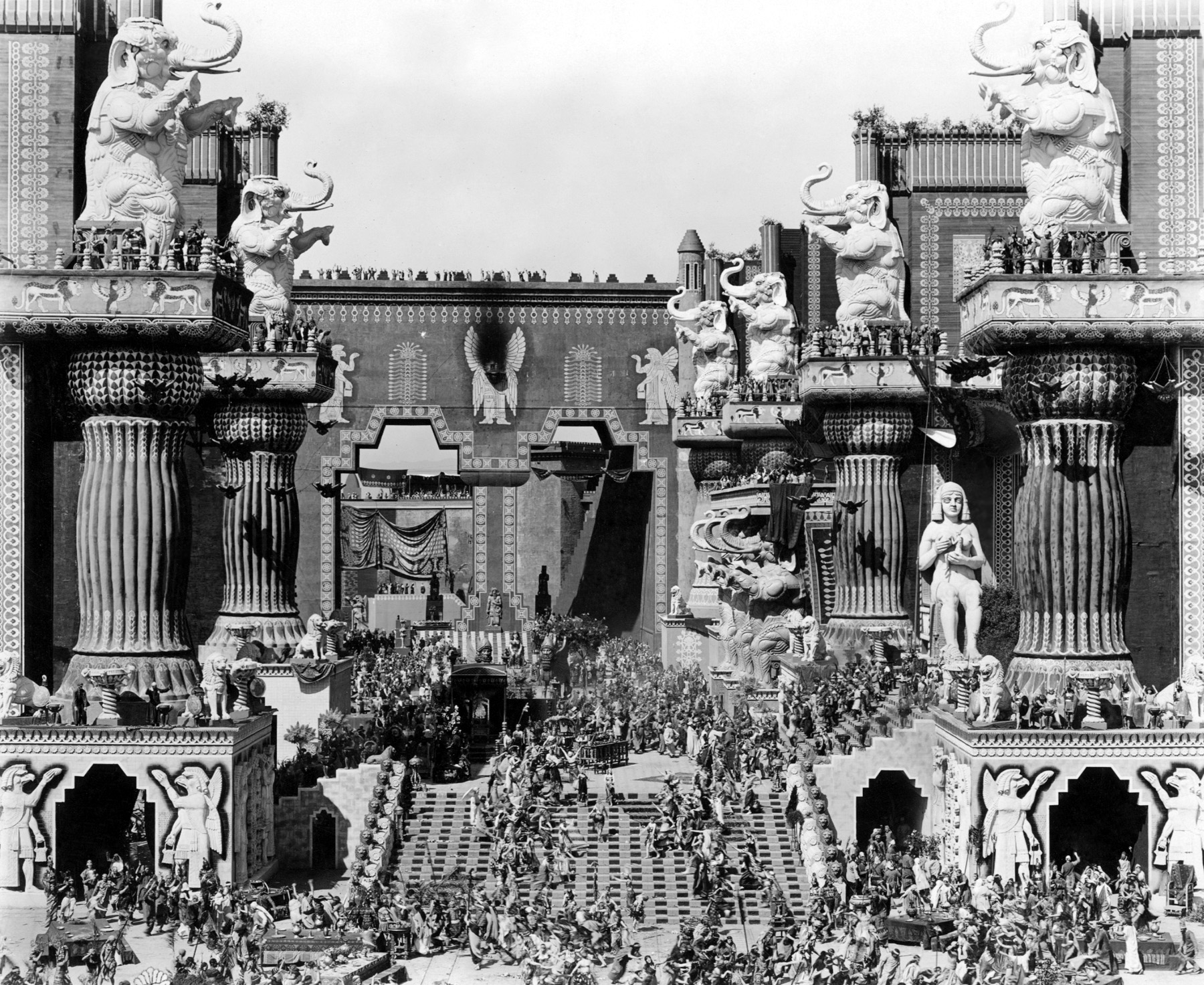
Кадр из фильма «Нетерпимость»

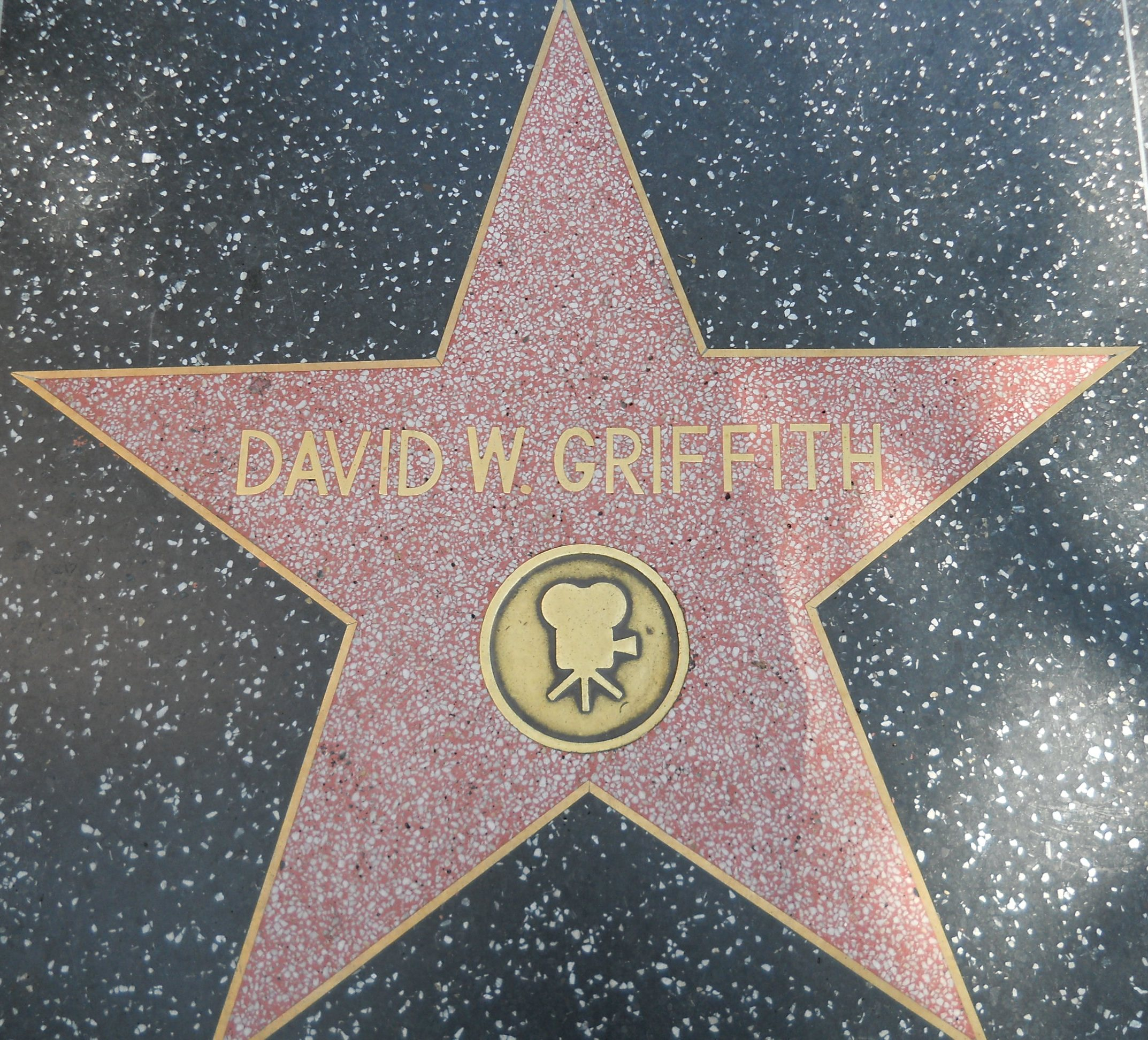
Звезда Гриффита на голливудской «Аллее славы»

### Последние годы
Гриффит сделал для United Artists фильм «Борьба», который был снят с экранов после первых же демонстраций.
После «Нетерпимости» Голливуд перестал надеяться на успех Гриффита, и кинопродюсеры того времени забыли о нём, хотя в 1935 году, на закате творческой карьеры, ему присужден почётный «Оскар» за «вклад в развитие искусства кино».
Утром 23 июля 1948 года Гриффит был найден без сознания в вестибюле отеля «Никербокер» в Лос-Анджелесе. По дороге в голливудскую больницу он умер от кровоизлияния в мозг. Прощание с режиссёром было организовано в Голливудском масонском храме, но из голливудских звёзд пришли очень немногие. Гриффит похоронен на кладбище методистской церкви Маунт-Табор в Сентерфилде (Кентукки). В 1950 году Гильдия режиссёров США установила на месте его могилы памятник из камня и бронзы.
Считается, что он ввёл в кинематограф систему культуры, определившую формирование всей дальнейшей киноиндустрии. По этому поводу Рене Клер писал в 1950 году: «Теперь, когда ученики Гриффита усвоили все его приемы и они вошли в основной фонд искусства кино, мы понимаем, как бесконечно велик его вклад в нарождавшееся искусство фильма».

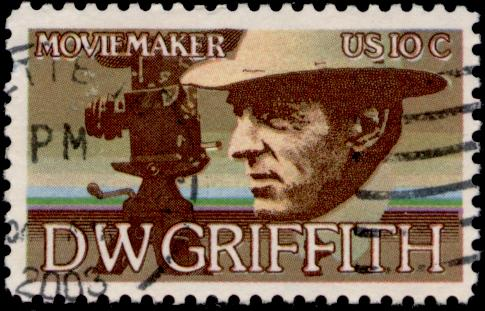
Марка, выпущенная почтовой службой США в честь Д. У. Гриффита

## Признание и награды
- 1936 — Почётный «Оскар» за вклад в развитие киноискусства.
- 1938 — Приз DGA Honorary Life Member Award Архивная копия от 26 ноября 2009 на Wayback Machine
- Приз Star on the Walk of Fame Архивная копия от 23 апреля 2008 на Wayback Machine
- В 1975 году в США была выпущена почтовая марка с изображением Гриффита.
- В честь Гриффита была названа средняя школа имени в Лос-Анджелесе[11]. Из-за расистского характера «Рождения нации» были предприняты попытки переименовать школу, которая на 99 % состоит из меньшинств[12].
- В 2008 году в Музее наследия Голливуда состоялся показ самых ранних фильмов Гриффита в ознаменование столетия начала его карьеры в кино[13].
- 22 января 2009 года Исторический центр Олдема в Ла-Гранже (шт. Кентукки) открыл 15-местный театр в честь Гриффита. В театре есть библиотека доступных фильмов Гриффита.

## Культурное влияние

### Терминология Гриффита
В практике американского кино введённые Гриффитом приёмы монтажа получили специальное название: параллельный монтаж (англ. cross-cut), перекрёстный монтаж (англ. cut back или англ. flash back), короткий монтаж (англ. switch back).
По Гриффиту: параллельное действие — действие, которое проходит в нескольких планах одновременно.

## Фильмография
| Год  |   | Русское название             | Оригинальное название                            | Роль                |
| ---- | - | ---------------------------- | ------------------------------------------------ | ------------------- |
| 1908 | ф | Спасённый из орлиного гнезда | Rescued from an Eagle's Nest                     | актёр               |
| 1908 | ф | Старый ростовщик Исаак       | Old Isaacs, the Pawnbroker                       | сценарист, актёр    |
| 1908 | ф | Приключения Долли            | The Adventures of Dollie                         | режиссёр            |
| 1908 | ф | Из любви к золоту            | For Love of Gold                                 | режиссёр            |
| 1908 | ф | Много лет спустя             | After Many Years                                 | режиссёр            |
| 1908 | ф | Неблагодарная                | Оригинальное название неизвестно                 | режиссёр            |
| 1908 | ф | Путь женщины                 | A Woman’s Way                                    | режиссёр            |
| 1908 | ф | Дьявол                       | The Devil                                        | режиссёр            |
| 1908 | ф | Отец входит в игру           | Father Gets in the Game                          | режиссёр            |
| 1908 | ф | Чёрная гадюка                | The Black Viper                                  | режиссёр, актёр     |
| 1909 | ф | Спекуляция пшеницей          | A Corner in Wheat                                | режиссёр, сценарист |
| 1909 | ф | Авантюра леди Хелен          | Lady Helen’s Escapade                            | режиссёр            |
| 1909 | ф | Скрипичный мастер из Кремоны | The Violin Maker of Cremona                      | режиссёр            |
| 1909 | ф | Одинокая вилла               | The Lonely Villa                                 | режиссёр            |
| 1909 | ф | Эдгар Аллан По               | Edgar Allan Poe                                  | режиссёр            |
| 1909 | ф | Нить судьбы                  | The Cord of Life                                 | режиссёр            |
| 1909 | ф | В маленькой Италии           | In Little Italy                                  | режиссёр            |
| 1909 | ф | Ловушка для Санта-Клауса     | A Trap for Santa Claus                           | режиссёр            |
| 1909 | ф | Испытание                    | The Test                                         | режиссёр            |
| 1909 | ф | Открытые ворота              | The Open Gate                                    | режиссёр            |
| 1909 | ф | Полночное приключение        | A Midnight Adventure                             | режиссёр            |
| 1909 | ф | Сладкая месть                | A Sweet Revenge                                  | режиссёр            |
| 1909 | ф | Две женщины и мужчина        | Two Women and a Man                              | режиссёр            |
| 1909 | ф | Реставрация                  | The Restoration                                  | режиссёр            |
| 1909 | ф | Маленький учитель            | The Little Teacher                               | режиссёр            |
| 1909 | ф | Пробуждение                  | The Awakening                                    | режиссёр            |
| 1909 | ф | Разыскивается, ребёнок       | Wanted, a Child                                  | режиссёр            |
| 1909 | ф | Кожаные чулки                | Leather Stocking                                 | режиссёр            |
| 1909 | ф | Детский друг                 | The Children’s Friend                            | режиссёр            |
| 1909 | ф | Мельница богов               | The Mills of the Gods                            | режиссёр            |
| 1909 | ф | Ах, дядя!                    | Oh, Uncle!                                       | режиссёр            |
| 1909 | ф | Седьмой день                 | The Seventh Day                                  | режиссёр            |
| 1909 | ф | Друг семьи                   | The Friend of the Family                         | режиссёр            |
| 1909 | ф | Заговор кардинала            | The Cardinal’s Conspiracy                        | режиссёр            |
| 1909 | ф | Послание                     | The Message                                      | режиссёр            |
| 1909 | ф | Ожерелье                     | The Necklace                                     | режиссёр            |
| 1909 | ф | Воскресение                  | Résurrection                                     | режиссёр            |
| 1909 | ф | Путь человека                | The Way of Man                                   | режиссёр            |
| 1909 | ф | Новая шутка                  | A New Trick                                      | режиссёр            |
| 1909 | ф | Клуб самоубийц               | The Suicide Club                                 | режиссёр            |
| 1909 | ф | Удачливый Джим               | Lucky Jim                                        | режиссёр            |
| 1909 | ф | Путь к сердцу                | The Road to the Heart                            | режиссёр            |
| 1909 | ф | Джонс и его новые соседи     | Jones and His New Neighbors                      | режиссёр            |
| 1909 | ф | Обман                        | The Deception                                    | режиссёр            |
| 1909 | ф | Голос скрипки                | The Voice of the Violin                          | режиссёр            |
| 1909 | ф | Деревянная нога              | The Wooden Leg                                   | режиссёр            |
| 1909 | ф | Мать его жены                | His Wife’s Mother                                | режиссёр            |
| 1909 | ф | На алтаре                    | At the Altar                                     | режиссёр            |
| 1909 | ф | Жертвоприношение             | The Sacrifice                                    | режиссёр            |
| 1909 | ф | Мама                         | Mamma                                            | режиссёр            |
| 1910 | ф | Рамона                       | Ramona                                           | режиссёр, сценарист |
| 1910 | ф | Серьёзные шестнадцатилетние  | Serious Sixteen                                  | режиссёр            |
| 1910 | ф | Белые розы                   | White Roses                                      | режиссёр            |
| 1910 | ф | Урок                         | The Lesson                                       | режиссёр            |
| 1910 | ф | Официант № 5                 | Waiter No. 5                                     | режиссёр            |
| 1910 | ф | Трагичное лето               | A Summer Tragedy                                 | режиссёр            |
| 1910 | ф | Маленькие ангелы удачи       | Little Angels of Luck                            | режиссёр            |
| 1910 | ф | Дело о яйце                  | The Affair of an Egg                             | режиссёр            |
| 1910 | ф | Неожиданная помощь           | Unexpected Help                                  | режиссёр            |
| 1910 | ф | Лицо в окне                  | The Face at the Window                           | режиссёр            |
| 1910 | ф | Жертва ревности              | A Victim of Jealousy                             | режиссёр            |
| 1910 | ф | Ребёнок из гетто             | A Child of the Ghetto                            | режиссёр            |
| 1910 | ф | Два брата                    | The Two Brothers                                 | режиссёр            |
| 1910 | ф | Его последний доллар         | His Last Dollar                                  | режиссёр            |
| 1910 | ф | Курильщик                    | The Smoker                                       | режиссёр            |
| 1910 | ф | Человек                      | The Man                                          | режиссёр            |
| 1910 | ф | В старой Калифорнии          | In Old California                                | режиссёр            |
| 1910 | ф | На границе штатов            | In the Border States                             | режиссёр            |
| 1910 | ф | Всё из-за молока             | All on Account of the Milk                       | режиссёр            |
| 1911 | ф | Телеграфистка из Лоундэйла   | The Lonedale Operator                            | режиссёр            |
| 1911 | ф | Битва                        | The Battle                                       | режиссёр            |
| 1912 | ф | Мушкетёры аллеи Пиг          | Musketeers of Pig alley                          | режиссёр            |
| 1912 | ф | Нью-йоркская шляпка          | The New York Hat                                 | режиссёр            |
| 1914 | ф | Рождение нации               | The Birth of a Nation                            | режиссёр            |
| 1916 | ф | Нетерпимость                 | Intolerance: Love's Struggle Throughout the Ages | режиссёр            |
| 1918 | ф | Величайшая вещь в жизни      | The Greatest Thing in Life                       | режиссёр            |
| 1919 | ф | Верное сердце Сюзи           | True Heart Susie                                 | режиссёр            |
| 1919 | ф | Сломанные побеги             | Broken Blossoms                                  | режиссёр            |
| 1920 | ф | Цветок любви                 | The Love Flower                                  | режиссёр            |
| 1920 | ф | Путь на Восток               | Way Down East                                    | режиссёр            |
| 1921 | ф | Улица грёз                   | Dream Street                                     | режиссёр            |
| 1924 | ф | Америка                      | America                                          | режиссёр            |
| 1928 | ф | Битва полов                  | The Battle of the Sexes                          | режиссёр            |
| 1930 | ф | Авраам Линкольн              | Abraham Lincoln                                  | режиссёр            |
| 1931 | ф | Борьба                       | The Struggle                                     | режиссёр            |